# 小山彰一
小山 彰一（こやま しょういち、1965年12月30日 - ）は、スペシャルティコーヒーロースターで日本の男性俳優、声優である。茨城県下館市（現・筑西市）生まれである。

## 略歴
1988年4月〜1997年6月　遊◎機械/全自動シアター所属。
1997年7月〜2001年6月　株式会社リコモーション所属。TVドラマ、CM、プロデュース公演等出演。

## 出演作品

### テレビドラマ
- 翔ぶ男　第1話、第2話、第5話（1998年1月7日〜2月4日、NHK総合テレビ）
- 世界で一番パパが好き　第1話 （1998年7月8日、フジテレビ）
- 松本清張特別企画・顔　私の顔を見たものは死ぬ！スター女優の顔をめぐり京都・草津で連続殺人（1999年10月7日、TBS）
- QUIZ　第1話〜第10話  （2000年4月14日〜6月16日、TBS）
- TRICK　エピソード3・第6話、第7話（2000年7月7日〜9月15日、テレビ朝日）　竹下文雄　役

### 映画
- OTSUYA 怪談牡丹燈籠（1998年4月25日、監督：津島勝、キングレコード＝東北新社）

### 舞台
- 第11回公演「学習図鑑 Vol.2〜見たことのない小さな海の巨人の僕の必需品〜」（1989年、遊◎機械/全自動シアター）
- こどもの城・キリンファミリー劇場　青い鳥ポコペンランド　どんぐりと山猫（1991年、青山円形劇場）
- 僕の時間の深呼吸　Vol.3（1991年1月13日〜2月11日、青山円形劇場）
- 第16回公演「オーマイパパ」（1993年、遊◎機械/全自動シアター）
- 第17回公演「僕の時間の深呼吸」（1994年、遊◎機械/全自動シアター）
- 第22回公演『凄い金魚』（1996年4月17日〜5月6日、ラッパ屋、新宿シアタートップス）
- 第23回公演『裸天国』（1996年8月17日〜25日、ラッパ屋、シアターサンモール）
- 「ラフカット'96」（1996年11月7日〜10日、演出：堤泰之、全労済ホールスペース・ゼロ提携公演）
- 第24回公演『鰻の出前』（1997年3月12日〜4月2日、ラッパ屋、新宿シアタートップス）
- 第25回公演『エアポート'97』（1997、作・演出：鈴木聡）
- ハムレット1998/大阪（1998年、松竹） フランシスコー 役

### ゲーム
- 幕末浪漫 月華の剣士 一幕（真田小次郎）※ps版

### その他
- 演劇ぶっく 1990年12月号 No.28 1990年
- ラッパ屋図鑑 1997年 書籍